# Stadion Bilino Polje
Lo Stadion Bilino Polje è uno stadio situato a Zenica in Bosnia ed Erzegovina. È prevalentemente usato per incontri di calcio ed ospita le partite casalinghe dello Zenica. Lo stadio ospita spesso anche le partite della nazionale bosniaca ed è talvolta utilizzato anche per partite di rugby. Ha una capacità di 15.600 posti a sedere. Dopo la sua ristrutturazione nel 2013 è classificato dall'UEFA come stadio di categoria 3 e può quindi ospitare partite europee.

## Storia
Costruito in otto mesi, lo stadio è stato inaugurato nel 1972, quando la Bosnia ed Erzegovina era parte della Jugoslavia. Dopo l'indipendenza della Bosnia ed Erzegovina, il 30 novembre 1995 ospitò la prima partita ufficiale della nazionale bosniaca, un'amichevole contro l'Albania terminata 0-0.
Il 18 novembre 2009 ha ospitato lo spareggio per la qualificazione ai mondiali 2010 perso per 1-0 contro il Portogallo
La nazionale ha ottenuto generalmente risultati positivi nelle partite giocate nello stadio, tanto da risultare imbattuta fino all'ottobre del 2006, con 15 partite giocate. La prima sconfitta si è registrata il 9 settembre 2014, quando la Bosnia ha perso per 1-2 a Zenica contro Cipro una partita di qualificazione al campionato d'Europa 2016.
Il 13 novembre 2015 lo stadio ha ospitato l'andata dello spareggio contro l'Irlanda per la qualificazione al campionato d'Europa 2016, terminato con il risultato di 1-1.